# Технологія полімерних і композиційних матеріалів
Техноло́гія поліме́рних і композиці́йних матеріа́лів — галузь науки і техніки, яка досліджує технології процесів одержання (синтезу) олігомерів і полімерів (еластомерів, термо- і реактопластів, целюлози та їхніх похідних) і технології перероблення полімерів для одержання гуми, гумотехнічних виробів, клеїв, пластмас, композиційних матеріалів (зокрема наповнених і армованих мінеральними й органічними дисперсними наповнювачами та волокнами, а також газонаповнених), розроблення фізико-хімічних і технологічних принципів одержання (синтезу) полімерів і нових полімерних і композиційних матеріалів на їх основі, технологій одержання товарів широкого вжитку з полімерів, виробів прямим синтезом із мономерів і олігомерів, встановлення взаємозв'язків між умовами одержання, синтезу, перероблення, структурою та морфологією, фізико-хімічними, механічними властивостями полімерів і матеріалів на їхній основі.

## Напрями досліджень
- Технології одержання та перероблення різних видів полімерних і композиційних матеріалів.
- Дослідження фізико-хімічних, механічних і теплофізичних процесів при переробленні полімерів у вироби, реологічних властивостей, тепло- і масообміну, процесів прямого одержання матеріалів з вихідної (первинної) сировини шляхом екструзії, пультрузії, реакційного інжекційного формування, вспінювання тощо.
- Дослідження фізико-хімічних, механічних і теплофізичних процесів, що відбуваються при одержанні та переробленні полімерів, для виробництва гумотехнічних виробів, адгезивів, пластмас, композиційних матеріалів і похідних на їх основі.
- Розроблення технологій підсилення полімерів дисперсними та волокнистими наповнювачами, тканинами, матами, односпрямованими волокнами тощо. Одержання полімерних сумішей і стопів, їх підсилення та встановлення їх технологічної компатибілізації шляхом введення спеціальних домішок або механічними методами.
- Вивчення процесів адгезії полімерів до твердих поверхонь у гумотехнічних виробах, композиційних матеріалах і композиційних покриттях, розвиток принципів підготовки поверхонь наповнювачів і полімерів для поліпшення фізико-механічних властивостей матеріалів.
- Проблеми використання вторинних полімерних і композиційних матеріалів і їх залучення в основне виробництво.
- Розроблення нових енерго- та ресурсоощадних, екологічно безпечних нетрадиційних технологій і обладнання одержання полімерів і композиційних матеріалів; дослідження їх впливу на стан техніки та технології.
- Розроблення полімерних і композиційних матеріалів для захисту навколишнього середовища.